# Philosepedon primoryanus
Philosepedon primoryanus är en tvåvingeart som beskrevs av Wagner 1994. Philosepedon primoryanus ingår i släktet Philosepedon och familjen fjärilsmyggor. Inga underarter finns listade i Catalogue of Life.